# Maurice Canning Wilks
Pour les articles homonymes, voir Canning et Wilks.
Maurice Canning Wilks, né le 25 novembre 1910 à Belfast et mort le 1er février 1984, est un peintre paysagiste irlandais.   

## Biographie
Il réalise ses études à Belfast à la Malone Public School ainsi que des cours du soir au Belfast College of Art. Pendant ses études, il reçoit la bourse d'études Dunville lui permettant d'assister aux cours du jour. Ensuite il expose à la Royal Hibernian Academy (RHA) à Dublin, où il devient membre associé. Il est également élu membre à part entière de la Royal Ulster Academy (RUA). Après le collège, Wilks réside à Cushendun, dans les Glens of Antrim. Les premiers paysages de Wilks sont principalement ceux du nord et de l'ouest de l'Irlande, notamment du Donegal, d'Antrim et du Kerry. Il s'inspire des paysages irlandais de James Humbert Craig . Au cours de sa carrière, il expose à Londres, Boston, Montréal et Toronto. 
Durant ses dernières années de vie, il réside dans un atelier d'été à Sutton, où il peint de nombreuses scènes de la région, y compris la baie de Dublin . 
Ses œuvres figurent dans des collections publiques du monde entier, notamment le musée d'Ulster, le Musée national des beaux-arts du Québec, le musée du comté d'Armagh, le musée du folklore et des transports d'Ulster, le bureau des travaux publics de Dublin et la galerie d'art de la ville de Limerick.   